# Delicious na Kinyoubi / Haru Arashi
Singles de Crystal Kay
Superman
(2011) Forever
(2012)
Delicious na Kinyoubi / Haru Arashi est le 28e single de la chanteuse Crystal Kay sorti sous le label Universal Music Japan le 14 mars 2012 au Japon. Il arrive 171e à l'Oricon et reste classé une semaine pour un total de 375 exemplaires vendus en tout.
Delicious na Kinyoubi et Haru Arashi se trouvent sur l'album Vivid.

## Liste des titres
| 1. | Delicious na Kinyoubi (デリシャスな金曜日)                |  |
| 2. | Haru Arashi (ハルアラシ)                                  |  |
| 3. | Delicious na Kinyoubi (Instrumental) (デリシャスな金曜日) |  |
| 4. | Haru Arashi (Instrumental) (ハルアラシ)                   |  |

| 1. | Delicious na Kinyoubi (Music Video) (デリシャスな金曜日) |  |
| 2. | Delicious na Kinyoubi (Making of) (デリシャスな金曜日)   |  |